# Joe Skipper
Joe Skipper (* 25. März 1988 in Lowestoft) ist ein britischer Duathlet und Triathlet. 2011 wurde er Britischer Triathlonmeister auf der Mitteldistanz, bei der ITU Weltmeisterschaft Triathlon Langdistanz gewann er 2015 die Bronzemedaille und 2017 wurde er ETU-Europameister auf der Triathlon-Langdistanz. Er wird in der Bestenliste britischer Triathleten auf der Ironman-Distanz an dritter Stelle geführt.

## Werdegang
Ende 2010 absolvierte der damals 22-Jährige seinen ersten Triathlon als Herausforderung. Es machte ihm Spaß und er schloss sich zwecks Geselligkeit beim Training dem Manchester Tri Club an.
Nach seinem Gewinn der Britischen Meisterschaft auf der Mitteldistanz überzeugte ihn Lucy Gossage, sich eine Profi-Lizenz zu besorgen. Beim Ironman Texas 2015 stellte Skipper die bis dahin drittschnellste Radzeit aller Zeiten bei einem Triathlon über die Ironman-Distanz auf.
Mit seiner Zeit von 7:56:23 Stunden bei seinem zweiten Platz bei der Challenge Roth 2016 war Skipper der bisher schnellste britische Triathlet über die Ironman-Distanz.

### Europameister Triathlon-Langdistanz 2017
Joe Skipper gewann im September 2017 den Challenge Almere-Amsterdam und wurde damit ETU-Europameister auf der Triathlon-Langdistanz. 2017 konnte er das „European Bonus Ranking“ der Challenge Family für sich entscheiden.
Im Juli 2018 gewann der damals 30-Jährige den Ironman UK und verbesserte seine persönliche Ironman-Bestzeit auf 7:55:34 Stunden.
Beim Ironman Hawaii 2019 belegte er im Oktober als bester Brite den sechsten Rang. Im November gewann er den Ironman Florida und stellte mit seiner Siegerzeit von 7:46:28 Stunden eine persönliche Bestzeit und einen neuen Streckenrekord ein.
Im März 2020 gewann er den Ironman New Zealand mit neuem Streckenrekord.
Joe Skipper startete am 28. August 2021 für das im Collins Cup der Professional Triathletes Organisation zusammengestellte Team Europe – zusammen mit Lucy Charles-Barclay, Anne Haug, Holly Lawrence, Katrina Matthews, Emma Browne, Daniela Ryf, Daniel Lund Bækkegård, Jan Frodeno, Gustav Iden, Sebastian Kienle und Patrick Lange.

### Sub7-Projekt 2022
Im Juni 2022 bestritt Joe Skipper einen Ironman unter „optimalen Bedingungen“, den er als erster Mann in der Geschichte in unter sieben Stunden absolvieren wollte.
Dieses Projekt wurde von Chris McCormack initiiert.
Neben Skipper trat am 5. Juni 2022 auch der Norweger Kristian Blummenfelt an. Bei den Frauen wollten am selben Tag die Schweizerin Nicola Spirig sowie die Britin Katrina Matthews eine Zeit unter acht Stunden erreichen.
Skipper absolvierte die Ironman-Distanz in 6:47:36 Stunden und stellte damit die zweitschnellste je gemessene Zeit über diese Distanz ein. Die Rahmenbedingungen waren jedoch gegen die aktuell und international geltenden Regeln – so wurde das Radfahren als Mannschaftszeitfahren ausgetragen und pro Teildisziplin gab es bis zu zehn Tempomacher.

Im September 2022 gewann der damals 34-Jährige mit dem Ironman Wales sein sechstes Ironman-Rennen und er stellte hier mit seiner Siegerzeit von 8:35:49 Stunden einen neuen Streckenrekord ein.
Im Juli 2023 gewann Skipper den Ironman Lake Placid mit neuem Streckenrekord. Im März 2025 wurde der 36-Jährige Zweiter im Ironman New Zealand.

## Sportliche Erfolge
| Datum/Jahr    | Rang | Wettbewerb                                      | Austragungsort | Zeit     | Bemerkung                                |
| ------------- | ---- | ----------------------------------------------- | -------------- | -------- | ---------------------------------------- |
| 28. Aug. 2021 | 2    | PTO Collins Cup                                 | Šamorín        | 03:18:46 | im Team Europe                           |
| 26. Juni 2016 | 2    | Challenge Galway                                | Galway         | 03:55:11 |                                          |
| 27. Feb. 2015 | 19   | Challenge Dubai                                 | Dubai          | 03:53:18 |                                          |
| 16. Juni 2013 | 5    | UK Ironman 70.3                                 | Exmoor         | 04:33:35 |                                          |
| 19. Mai 2013  | 13   | ETU Challenge Middle Distance Championship      | Barcelona      | 04:23:28 | Europameisterschaft Mitteldistanz        |
| 2. Sep. 2012  | 8    | Ironman 70.3 Galway                             | Galway         | 04:08:53 |                                          |
| 22. Juli 2012 | 15   | Antwerp Ironman 70.3                            | Antwerpen      | 03:59:17 |                                          |
| 17. Juni 2012 | 5    | UK Ironman 70.3                                 | Exmoor         | 04:27:06 |                                          |
| 29. Mai 2011  | 1    | British Triathlon Middle Distance Championships | Bucks          | 04:04:16 | Britischer Meister auf der Mitteldistanz |

| 6. Juli 2025  | 14  | Challenge Roth                                               | Roth              | 07:55:28 | |  |  |
| 1. März 2025  | 2   | Ironman New Zealand                                          | Taupō             | 07:48:47 | |  |  |
| 23. Juli 2023 | 1   | Ironman Lake Placid                                          | Lake Placid       | 08:03:46 | Sieg mit neuem Streckenrekord |  |  |
| 7. Mai 2023   | 22  | ITU Long Distance Triathlon World Championships              | Ibiza             | 05:35:16 | Weltmeisterschaft auf der Triathlon-Langdistanz (3 km Schwimmen, 119 km Radfahren, 29,5 km Laufen)                                     |  |  |
| 20. Nov. 2022 | 1   | Ironman Arizona                                              | Tempe             | 07:46:00 | [ 14 ] |  |  |
| 8. Okt. 2022  | 4   | Ironman Hawaii                                               | Hawaii            | 07:54:05 | |  |  |
| 11. Sep. 2022 | 1   | Ironman Wales                                                | Tenby             | 08:35:49 | neuer Streckenrekord |  |  |
| 26. Sep. 2021 | 1   | Ironman Chattanooga                                          | Chattanooga       | 07:46:19 | Streckenrekord |  |  |
| 5. Sep. 2021  | 2   | Ironman Switzerland                                          | Thun              | 07:41:07 | neue persönliche Bestzeit |  |  |
| 4. Juli 2021  | 1   | Ironman UK                                                   | Bolton            |          | |  |  |
| 23. Mai 2021  | 6   | Ironman Tulsa                                                | Tulsa             | 07:57:40 | bei der Erstaustragung |  |  |
| 7. März 2020  | 1   | Ironman New Zealand                                          | Taupō             | 08:09:37 | neuer Streckenrekord |  |  |
| 2. Nov. 2019  | 1   | Ironman Florida                                              | Panama City       | 07:46:28 | Sieg mit persönlicher Bestzeit und neuem Streckenrekord                                                                                |  |  |
| 12. Okt. 2019 | 6   | Ironman Hawaii                                               | Hawaii            | 08:07:46 | |  |  |
| 13. Okt. 2018 | 7   | Ironman Hawaii                                               | Hawaii            | 08:05:54 | |  |  |
| 29. Juli 2018 | 2   | Ironman Hamburg                                              | Hamburg           | 07:12:35 | Austragung ohne die Schwimmdistanz als Duathlon                                                                                        |  |  |
| 15. Juli 2018 | 1   | Ironman UK                                                   | Bolton            | 07:55:34 | persönliche Ironman-Bestzeit |  |  |
| 9. Sep. 2017  | 1   | ETU Challenge Long Distance Triathlon European Championships | Almere            | 07:59:39 | ETU-Europameister Triathlon Langdistanz im Rahmen der Challenge Almere-Amsterdam                                                       |  |  |
| 9. Juli 2017  | 2   | Challenge Roth                                               | Roth              | 08:03:00 | |  |  |
| 8. Okt. 2016  | 116 | Ironman Hawaii                                               | Hawaii            | 09:25:07 | |  |  |
| 17. Juli 2016 | 2   | Challenge Roth                                               | Roth              | 07:56:23 | schnellste Marathonzeit |  |  |
| 5. März 2016  | 2   | Ironman New Zealand                                          | Taupō             | 08:09:37 | |  |  |
| 10. Okt. 2015 | 13  | Ironman Hawaii                                               | Kailua Kona       | 08:36:02 | |  |  |
| 19. Juli 2015 | 3   | Ironman UK                                                   | Bolton            | 08:55:38 | |  |  |
| 27. Juni 2015 | 3   | ITU Long Distance Triathlon World Championships              | Motala            | 04:55:10 | Dritter bei der ITU Weltmeisterschaft Langdistanz hinter Cyril Viennot und Martin Jensen                                               |  |  |
| 16. Mai 2015  | 2   | Ironman Texas                                                | The Woodlands     | 08:16:26 | (Teil-)Streckenrekord auf der Radstrecke, drittschnellster Radsplit, der je auf einem Triathlon über die Ironman-Distanz erzielt wurde |  |  |
| 14. Sep. 2014 | 1   | Challenge Weymouth                                           | Weymouth (Dorset) | 07:49:03 | Die Schwimmdistanz musste witterungsbedingt auf 1,9 km verkürzt werden.                                                                |  |  |
| 30. Sep. 2012 | 5   | Challenge Barcelona-Maresme                                  | Barcelona         | 08:23:57 | |  |  |

(DNF – Did Not Finish)